# Wolfgang Pauli

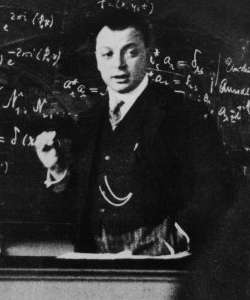
Wolfgang Pauli.

Wolfgang Ernst Pauli, född 25 april 1900 i Wien, död 15 december 1958 i Zürich i Schweiz, var en österrikisk fysiker. Pauli erhöll Nobelpriset i fysik 1945.

## Biografi
Pauli skrev sin första vetenskapliga artikel redan två månader efter att han tagit examen från Döblingers gymnasium i Wien. Artikeln handlade om Albert Einsteins allmänna relativitetsteori. Han fortsatte att studera vid Münchens Ludwig-Maximilian-universitet där han doktorerade i juli 1921 med en avhandling om joniserat molekylärt väte ur ett kvantmekaniskt perspektiv.
Därefter arbetade han vid, i tur och ordning: Göttingens universitet, Niels Bohr-institutet och Hamburgs universitet fram till 1928.
År 1925 formulerade han Paulis uteslutningsprincip, som 1945 renderade honom Nobelpriset i fysik. År 1927 blev han professor vid tekniska högskolan i Zürich  och år 1931 förutsade han neutrinons existens.
Bland hans verk märks Relativitätstheorie (1921), Quantentheorie (1926), samt Die allgemeinen Prinzipien der Wellenmechanik (2:a upplagan 1933).

## Eftermäle
Pauli tilldelades Lorentzmedaljen 1931. Han invaldes 1955 som utländsk ledamot av Kungliga Vetenskapsakademien.
Asteroiden 13093 Wolfgangpauli är uppkallade efter honom.